# Vol United Airlines 2885
Le 11 janvier 1983, un Douglas DC-8 effectuant le vol United Airlines 2885, un vol cargo régulier reliant l'aéroport international de Cleveland-Hopkins, dans l'Ohio, à l'aéroport international de Los Angeles, en Californie, avec une escale à l'aéroport métropolitain de Détroit, dans le Michigan, s'écrase peu après son décollage de Detroit, tuant les trois membres d'équipage à bord de l'appareil.

## Accident

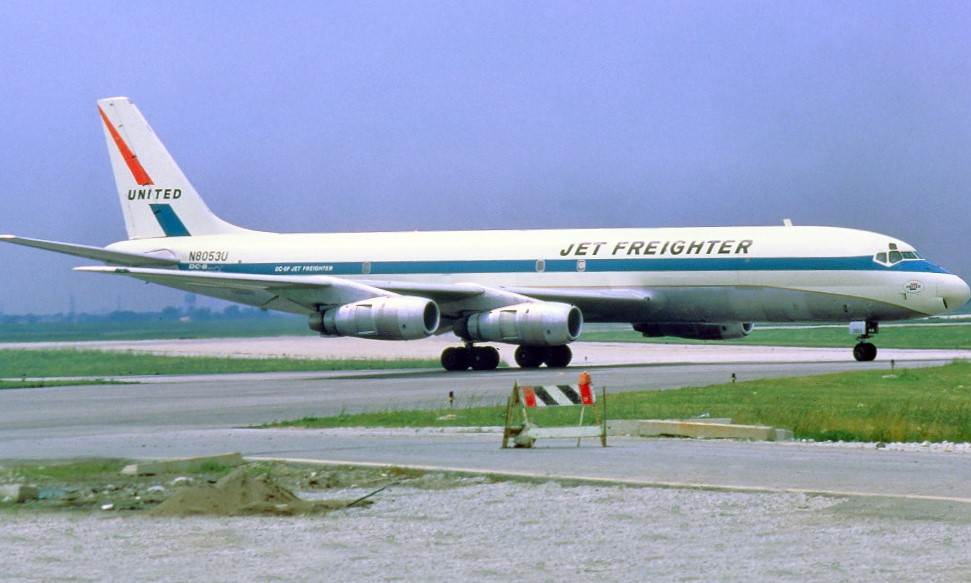
L'appareil impliqué dans l'accident, dans une livrée précédente, ici à l'aéroport international O'Hare de Chicago en mai 1964.

L'appareil impliqué, un Douglas DC-8-54F âgé de 14 ans et immatriculé N8053U, a décollé de l'aéroport métropolitain de Détroit à 22h15, le 10 janvier 1983, effectuant le vol 2894 à destination de Cleveland, dans l'Ohio. L'équipage se compose du commandant de bord William S. Todd, 55 ans, du copilote James G. Day, 51 ans, et du mécanicien navigant Robert E. Lee, 50 ans. 
Une fois arrivé à l'aéroport international de Cleveland-Hopkins, le DC-8, assurant le vol 2885, a quitté Cleveland à 01h15 le 11 janvier. Il est arrivé à Detroit à 01h52, après le déchargement du fret et le ravitaillement en carburant, puis a entamé son décollage à 02h51. 
Après le décollage, le nez de l'avion s'est cabré à un angle inhabituellement élevé, provoquant un pompage temporaire des moteurs (des témoins au sol ont signalé avoir vu des flammes provenant des moteurs). Peu de temps après, le DC-8 commence à prendre un roulis graduel vers la droite. Par la suite, alors que les ailes atteignent une inclinaison de près de 90° à droite, à une altitude d'environ 1 000 pieds (300 mètres), l'avion entre dans un décrochage et s'écrase sur un terrain agricole, explosant à l'impact. Les trois membres d'équipage sont tous tués sur le coup. 

## Enquête
L'enquête révèle que la cause principale de cet accident est le non-respect, par l'équipage, des exigences concernant la check-list ainsi que la détection et la correction d'un mauvais réglage du stabilisateur horizontal. 
Il s'est avéré que le stabilisateur horizontal, qui permet de contrôler le tangage de l'appareil, était réglé à un angle de 7,5° à cabrer, ce qui est bien supérieur au réglage requis pour le décollage.
Les enquêteurs ont également découvert que le commandant de bord a autorisé le mécanicien navigant, qui n'était pas qualifié pour agir en tant que pilote sur ce type d'appareil, à occuper le siège du copilote et à effectuer le décollage, ce qui est contraire au règlement instauré par United Airlines et par la Federal Aviation Administration (FAA).